# Hahnenbach (Odenbach)
Der Hahnenbach ist ein gut einen Kilometer langer, orographisch linker Zufluss des Odenbaches im rheinland-pfälzischen Landkreis Kusel auf dem Gebiete der zur Verbandsgemeinde Lauterecken-Wolfstein gehörenden Ortsgemeinden Reipoltskirchen und Ginsweiler.

## Verlauf
Der Hahnenbach entspringt im Naturraum Moschelhöhen des Nordpfälzer Berglandes auf einer Höhe von 289 m ü. NHN in einem Waldzipfel nordöstlich des  Reipoltskirchener Wohnplatzes Karlshof am östlichen Fuße des 359,8 m hohen Galgenbergesund am nördlichen Fuße der Anhöhe Platte  (361 m). Seine Quelle liegt direkt westlich einer unter Naturschutz stehenden Streuobstwiese.
Der Bach fließt zunächst gut einen halben Kilometer in nordnordöstlicher Richtung durch den östlichen Südzipfel des Hahnenwaldes und erreicht dann die Grenze zur Ortsgemeinde Ginsweiler. Ab dort markiert er die Grenze zwischen Reipoltskirchen im Südosten und Ginsweiler im Nordwesten. Der Bach läuft dann  begleitet von einem Eschenwaldstreifen zwischen dem Staatsforst Kusel auf der linken Seite und dem Hahnenwald auf der rechten durch ein enges und auf beiden Seiten bewaldetes Kerbtal. Nach gut einen weiteren halben Kilometer wird er auf seiner linken Seite von einem aus dem Westen kommenden Waldbach gespeist. Etwas bachabwärts grenzt der Auenwald des Hahnenbachs auf dieser Seite an einem schmalen Grünstreifen. 
Der Bach zieht nun nordwestwärts durch die gleichnamige Flur, kreuzt noch die Landesstraße 382. und mündet schließlich etwa sechshundert Meter nordwestlich von  Reipoltskirchen auf einer Höhe von 210 m von links in den aus dem Südosten kommenden Odenbach.

## Daten
Der Hahnenbach entwässert über den Odenbach, den Glan, die Nahe und den Rhein in die Nordsee. Der Höhenunterschied von seiner Quelle bis zu seiner Mündung beträgt 102 m, was bei einer Lauflänge von 1,3 km einem mittleren Sohlgefälle von etwa 78 Promille entspricht.